# Carl Bosch

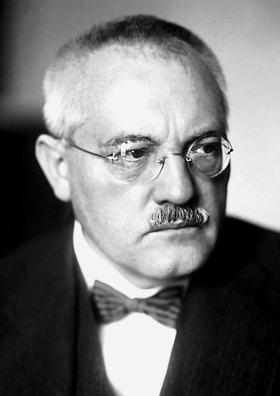
Carl Bosch (1931)

Carl Bosch (* 27. August 1874 in Köln; † 26. April 1940 in Heidelberg) war ein deutscher Chemiker, Techniker und Industriemanager. Mit dem von ihm mitentwickelten Haber-Bosch-Verfahren, einem Hochdruckverfahren zur Ammoniakproduktion, schuf er die Grundlage für die großtechnische Herstellung von Stickstoffdüngern. Damit legte er die Grundlage für die Bereitstellung von Nahrungsmitteln für einen großen Teil der Weltbevölkerung.
Bei Ausbruch des Ersten Weltkriegs unterbreitete er dem Kriegsministerium das Salpeterversprechen, einen Vertrag über die Lieferung großer Mengen von Salpetersäure. Aufbauend auf den Erfahrungen mit der von Bosch eingeführten Hochdrucktechnik entwickelte die BASF in der Folge weitere Hochdruckverfahren wie die Methanolherstellung aus Kohlenstoffmonoxid und Wasserstoff, die Isobutylölsynthese, die Harnstoffsynthese aus Ammoniak und Kohlenstoffdioxid sowie das Bergius-Pier-Verfahren zur Herstellung von synthetischem Motorenbenzin aus Kohle.
Wegen seines diplomatischen Geschicks als Vertreter der deutschen chemischen Industrie bei den Verhandlungen zum Friedensvertrag von Versailles 1919 und seines Engagements für die Lösung der Ernährungsprobleme nach dem Ersten Weltkrieg gehörte er zu den einflussreichsten Persönlichkeiten der deutschen chemischen Industrie. Von 1919 bis 1925 leitete der promovierte Chemiker als Vorstandsvorsitzender die BASF und später die unter seiner Führung gegründete I.G. Farben, das damals größte Chemieunternehmen der Welt. 1935 trat Bosch als Vorstandsvorsitzender zurück und übernahm nach dem Tod von Carl Duisberg den Vorsitz des Aufsichtsrats der I.G. Farben.
Eine Vielzahl wissenschaftlicher Gesellschaften zeichnete Bosch für seine Arbeit aus. Aufgrund seiner ingenieurtechnischen Leistungen auf dem Gebiet der Hochdruckchemie bei der Entwicklung des Haber-Bosch-Verfahrens verlieh ihm die Nobelstiftung 1931 zusammen mit Friedrich Bergius den Nobelpreis für Chemie. In der Nachfolge von Max Planck übernahm Bosch 1937 das Amt des Präsidenten der Kaiser-Wilhelm-Gesellschaft.

## Leben

### Jugend und Ausbildung
Carl Bosch war das erste von sieben Kindern des Ehepaars Carl Friedrich Alexander Bosch (1843–1904), Mitinhaber der Installationsfirma Bosch & Haag in Köln, und seiner Ehefrau Paula Liebst (1851–1930). Sein Onkel war der Industrielle Robert Bosch. Schon früh zeigte Bosch eine Begabung für Naturwissenschaften und Technik. Er arbeitete als Schlosser und Feinmechaniker in der Firma seines Vaters und erhielt eine entsprechende Ausbildung. Besonders interessierte er sich für Chemie und besaß im Hinterhof ein eigenes chemisches Labor.
Nach seinem Abschluss an der Oberrealschule in Köln im März 1893 begann er eine Lehre in der Marienhütte im schlesischen Kotzenau bei Liegnitz, um seine Kenntnisse in der Metallurgie zu vertiefen. Er arbeitete ein Jahr in der Formerei, Schlosserei und Modelltischlerei, wo er eine handwerkliche Ausbildung erhielt. Ein anschließendes Studium des Maschinenbaus und der Metallurgie an der Technischen Hochschule Charlottenburg schloss er 1896 nach zwei Jahren ab. Während des Studiums wurde er dort 1894 Mitglied der Burschenschaft Cimbria. Die während des Studiums erworbenen Kenntnisse der Metallurgie erwiesen sich bei der Entwicklung des Haber-Bosch-Verfahrens als überaus nützlich.
Noch während seines Studiums in Charlottenburg besuchte Bosch Vorlesungen über Chemie bei Friedrich Rüdorff, Carl Liebermann und Otto Nikolaus Witt. Im Sommersemester 1896 nahm er das Studium der Chemie an der Universität Leipzig auf. Zwei Jahre später promovierte Bosch in Organischer Chemie in der Arbeitsgruppe von Johannes Wislicenus Über die Kondensation von Dinatriumacetondicarbonsäurediethylester mit Bromacetophenon mit summa cum laude.
In Leipzig lehrte zudem Wilhelm Ostwald, der als einer der Begründer der Physikalischen Chemie galt, um deren Anwendung Bosch sich später besonders bemühte. Bosch betrachtete die Thermodynamik, etwa die präzise Messung der Temperatur, die Untersuchung von Phasendiagrammen und die Reaktionskinetik als wichtige Grundlagen der Technischen Chemie. Deren Stand sah Bosch auf diesen Gebieten als unterentwickelt an.

### Familie und private Interessen

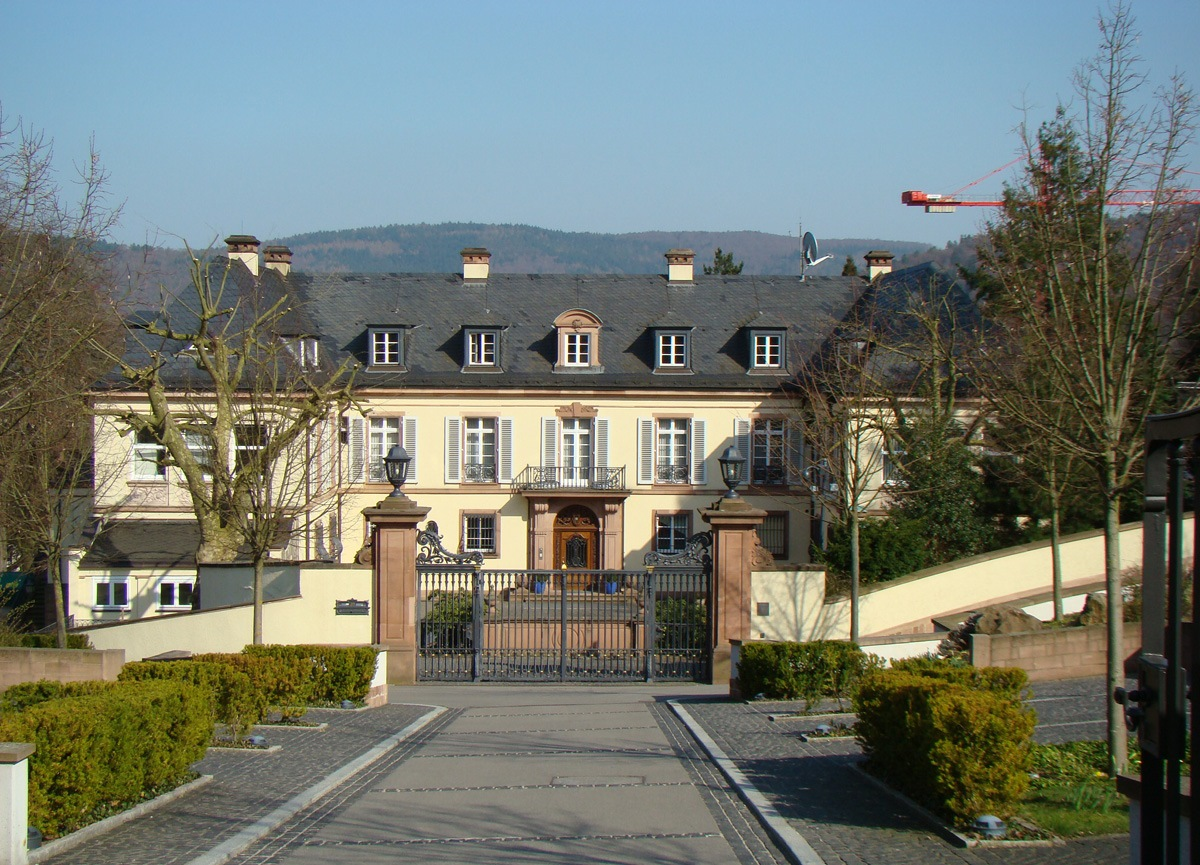
Die Villa Bosch in Heidelberg, ab 1923 Wohnsitz der Familie Carl Bosch (heute Sitz der Klaus Tschira Stiftung)

Neben seinem Chemiestudium widmete sich Bosch auch anderen wissenschaftlichen Disziplinen und ging in seiner Freizeit vielfältigen wissenschaftlichen Interessen nach. Mehrere dieser Interessen verfolgte er zeitlebens als Hobbys. Er befasste sich insbesondere mit Mineralogie, Zoologie, Bakteriologie und Botanik. Neben der Insektenkunde, bei der er selbst Schmetterlinge und Käfer sammelte und präparierte, beschäftigte er sich mit der Bestimmung von Pflanzen.
Im Mai 1902 heiratete er Else Schilbach. Das Ehepaar bezog eine Mietwohnung in Ludwigshafen, die Bosch mit einer Werkbank, einem Aquarium und einem Mikroskop ausstattete, um seiner Sammler- und Tüftlerleidenschaft nachgehen zu können. Hier unternahm Bosch viele Exkursionen in die nähere Umgebung von Ludwigshafen und sammelte Muscheln, Käfer, Schnecken und andere Tiere und Pflanzen. Der Sohn Carl jr. kam 1906 zur Welt, die Tochter Ingeborg 1911. Nach dem Umzug in eine Werkswohnung erweiterte er seine Sammlungen und legte Teiche an, in denen er Wasser- und Sumpfpflanzen züchtete.
Bosch übersiedelte 1923 in die von der BASF für ihn eigens erbaute Villa Bosch im Schloss-Wolfsbrunnenweg in Heidelberg, in deren Umgebung weitere führende Mitarbeiter der BASF wohnten. Er besaß eine umfangreiche botanische Sammlung. Sein Herbarium, das er überwiegend aus käuflichem Erwerb und durch Tauschgeschäfte zusammentrug, umfasst 17.000 Belege. Die Sammlung gelangte 1950 in den Besitz des Senckenberg Naturmuseums der Stadt Frankfurt am Main, wo sie seitdem gepflegt und digitalisiert wird. In der Sammlung Bosch finden sich vor allem Laubmoose Deutschlands und Europas aus den Jahren 1817 bis 1921, daneben Lebermoose und Flechten, weiterhin eine Spezialsammlung der Moosgattung Sphagnum.
Er betätigte sich gern handwerklich in eigener Werkstatt, als Schlosser, Tischler, Dreher, Feinmechaniker oder Glasbläser. Carl Bosch interessierte sich auch für Astronomie. So wurde auf seinem Grundstück in Heidelberg schon 1919 ein kleines Kuppelgebäude mit einem 11 cm Zeiss Linsenfernrohr errichtet. 1927 wurde eine größere Privatsternwarte fertiggestellt, in der ein 30-Zentimeter-Refraktor von Zeiss zusammen mit Kameras und Spektrometern installiert waren. Da ihm selbst die Zeit fehlte, beschäftigte er ab 1928 den von Max Wolf empfohlenen damaligen Studenten Bernhard Timm als zeitweiligen Assistenten, welcher ein komfortables Zimmer auf dem Anwesen erhielt. Dieser fertigte im Auftrag von Carl Bosch fotografische Aufnahmen von Himmelsbereichen mit verschiedenen Farbfiltern an, um durch Vergleich der Helligkeit die Oberflächentemperatur von Sternen abzuschätzen. Weiterhin unterstützte Carl Bosch den Potsdamer Einsteinturm finanziell und ließ in der BASF Forschung für die Herstellung von Spiegeln aus Quarz betreiben. Der große 30-Zentimeter-Refraktor wurde in den 1950er Jahren vom damaligen Direktor Heinrich Friedrich Siedentopf des Astronomischen Institut der Universität Tübingen erworben und wird noch heute in der Tübinger Volkssternwarte eingesetzt.

### Letzte Jahre

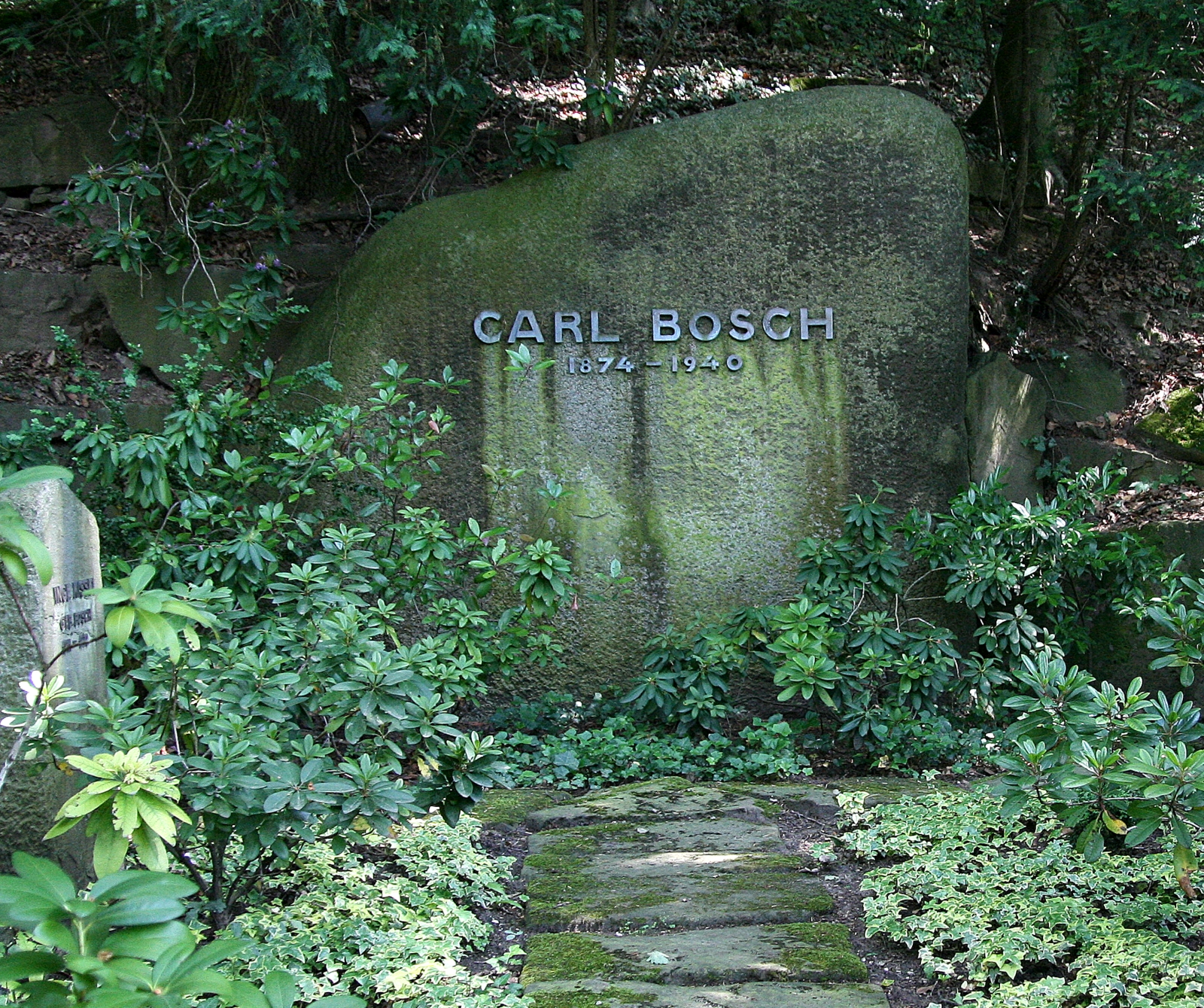
Carl Boschs Grab auf dem Bergfriedhof Heidelberg in der Waldabteilung B

Er nahm immer wieder die Rolle eines Förderers und Stifters ein. So unterstützte er ab 1930 über die Imprimatur GmbH die liberale Frankfurter Zeitung mit erheblichen finanziellen Mitteln und ermöglichte die Gründung des Zoos Heidelberg. Bosch war, nicht zuletzt aufgrund des Verlustes seines Chefpostens und der politischen Entwicklung in Deutschland sowie durch einen zeitweise übermäßigen Alkoholkonsum, schwer depressiv und unternahm 1939 einen Suizidversuch. Auch körperliche Krankheiten machten sich zunehmend bemerkbar. Im Winter 1939/40 unternahm er eine Erholungsreise nach Sizilien.
Carl Bosch starb am 26. April 1940 in Heidelberg. Die Grabanlage der Familie befindet sich auf dem Bergfriedhof Heidelberg in der Waldabteilung B, hoch über der Stadt auf einer Kanzel mit freiem Blick auf die Rheinebene.

## Werk

### Erste Jahre in der BASF 1899 bis 1908

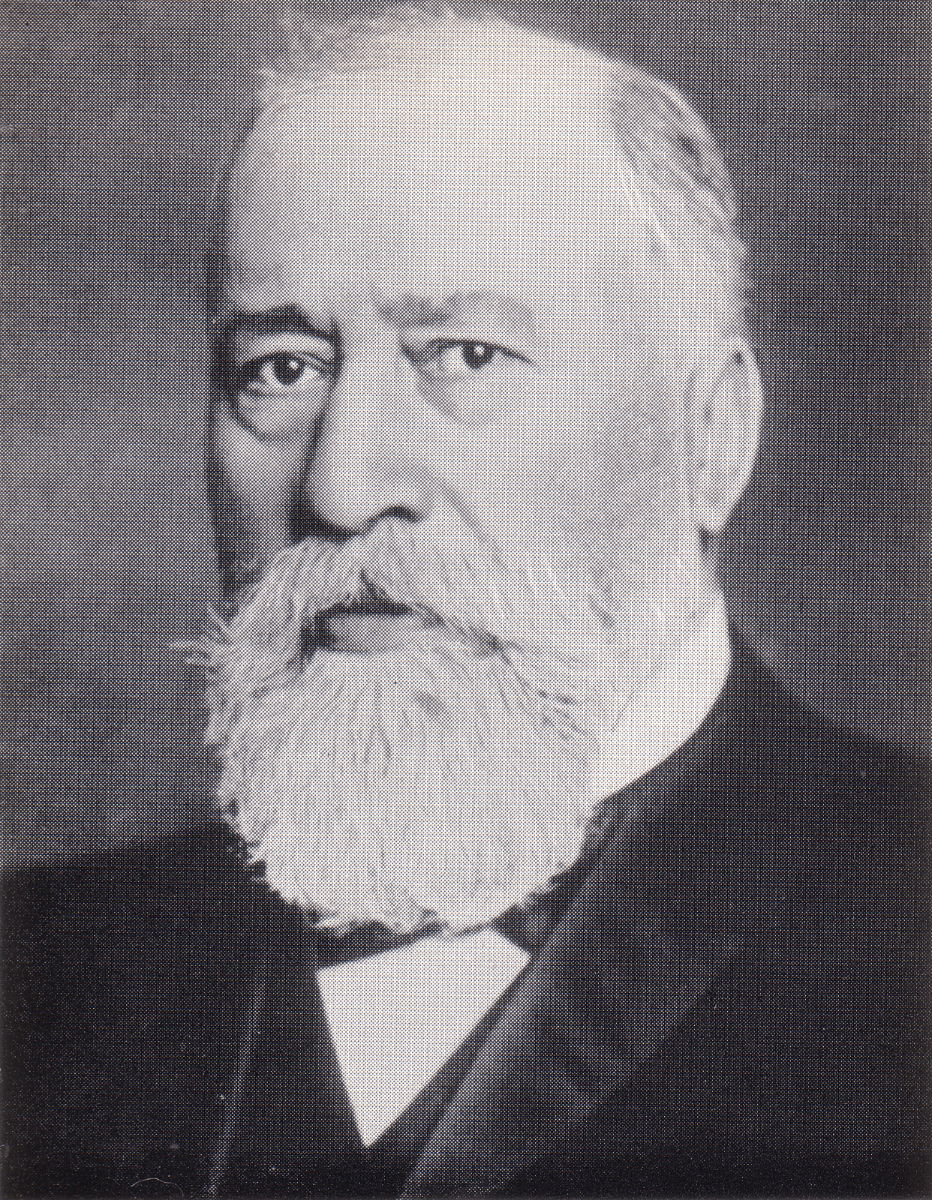
Heinrich von Brunck, um 1901

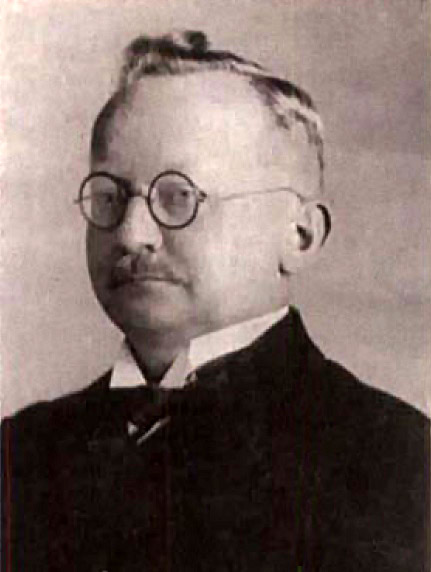
Alwin Mittasch, 1902

Nach einer kurzen Zeit als wissenschaftlicher Mitarbeiter von Wislicenus trat Bosch 1899 auf Empfehlung seines Doktorvaters in die BASF ein. Zunächst arbeitete er als Mitarbeiter von Rudolf Knietsch und Eugen Sapper als Betriebsführer im Phthalsäurebetrieb, mit dessen Ausbau er beauftragt wurde. Knietsch arbeitete schon einige Zeit an Verfahren zur Herstellung von Ammoniak. Er betraute Bosch 1900 damit, ein Patent von Wilhelm Ostwald zur Darstellung von Ammoniak aus den Elementen Stickstoff und Wasserstoff, das dieser der BASF angeboten hatte, zu überprüfen. Bosch wies nach, dass das gebildete Ammoniak aus dem Eisennitrid des Katalysators stammte und dass das Patent von Ostwald auf einer falschen Annahme beruhte.
Schon 1903 hatte der Rottweiler Sprengstoff-Hersteller Max Duttenhofer die Warnung Wilhelm Ostwalds vor einem Salpeter-Embargo im Kriegsfalle im Schwäbischen Merkur veröffentlicht. Darin schrieb er unter anderem:

„Ohne Salpeter ist heute das beste Heer nahezu wehrlos, denn alles Schießpulver […] wird direkt oder indirekt aus Salpeter hergestellt und kann auf anderem Wege nicht gewonnen werden. Wenn heute ein Krieg zwischen zwei großen Mächten ausbräche, von denen eine in der Lage wäre, die Ausfuhr des Salpeters aus den wenigen Häfen Chiles zu verhindern, so würde sie ihren Gegner dadurch kampfunfähig machen können, daß sie den Krieg solange fortsetzte, bis dieser seine Munition verbraucht hat.“

Im Bewusstsein der begrenzten Vorräte an Chilesalpeter (Natriumnitrat), der für die Herstellung von Düngemitteln und Sprengstoffen von größter Bedeutung war, beauftragte der damalige Aufsichtsratsvorsitzende der BASF Heinrich von Brunck im Jahr 1902 Bosch damit, sich der Frage der Stickstofffixierung anzunehmen. Für die Arbeiten über die Stickstofffixierung wurde ihm 1904 Alwin Mittasch als Assistent zugeteilt. Zunächst konzentrierte sich Bosch auf die indirekte Fixierung von Stickstoff durch die Bildung von Cyaniden und Nitriden. In ersten Versuchen stellte er Nitride der Elemente Barium, Titan, Silicium und Aluminium dar. Die Bildung von Bariumcyanid aus den Elementen und Kohlenstoffmonoxid war bereits bekannt.
Basierend auf den Forschungsergebnissen von Bosch baute die BASF 1907 eine Bariumcyanidfabrik. Das entstehende Cyanid konnte durch Hydrolyse in Ammoniak überführt werden. Die erzielten Ausbeuten erfüllten jedoch nicht die Erwartungen und die BASF schloss die Anlage bereits 1908 wieder. Bosch begann daraufhin 1908 die Bildung von Titannitrid, Siliziumnitrid und Aluminiumnitrid zu erforschen. Bei den Versuchen wurde festgestellt, dass sich die Ausbeute an Nitriden durch die Zugabe von Promotoren verbessern ließ, eine Entdeckung, die bei der Suche nach einem aktiven Katalysator später eine große Rolle spielen sollte. Die Nitride sollten im Serpek-Verfahren mit Wasser in Ammoniak und den entsprechenden Metalloxiden umgesetzt werden. Der Energieaufwand der indirekten Verfahren, ebenso wie das zu dieser Zeit bei der BASF entwickelte Lichtbogen-Verfahren zur direkten Oxidation von Stickstoff, erwies sich jedoch als sehr hoch und erschwerte die großtechnische Umsetzung.

### Entwicklung des Haber-Bosch-Verfahrens 1909 bis 1913

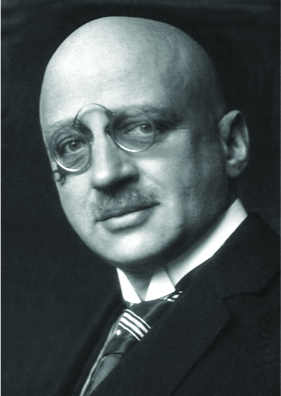
Fritz Haber, um 1918

Die BASF beauftragte Bosch 1909 damit, die zuvor von Fritz Haber, Professor für technische Chemie an der Technischen Hochschule Karlsruhe, im Labor entdeckte Ammoniaksynthese bei hohem Druck und Temperatur auf das Niveau einer Industriefertigung zu bringen. Es war schon aufgrund des Massenwirkungsgesetzes offensichtlich, dass die Anwendung hoher Drücke von Vorteil war, doch fehlten zu dieser Zeit noch die großtechnischen Erfahrungen für das Arbeiten mit hohen Drücken bei gleichzeitig hohen Temperaturen.

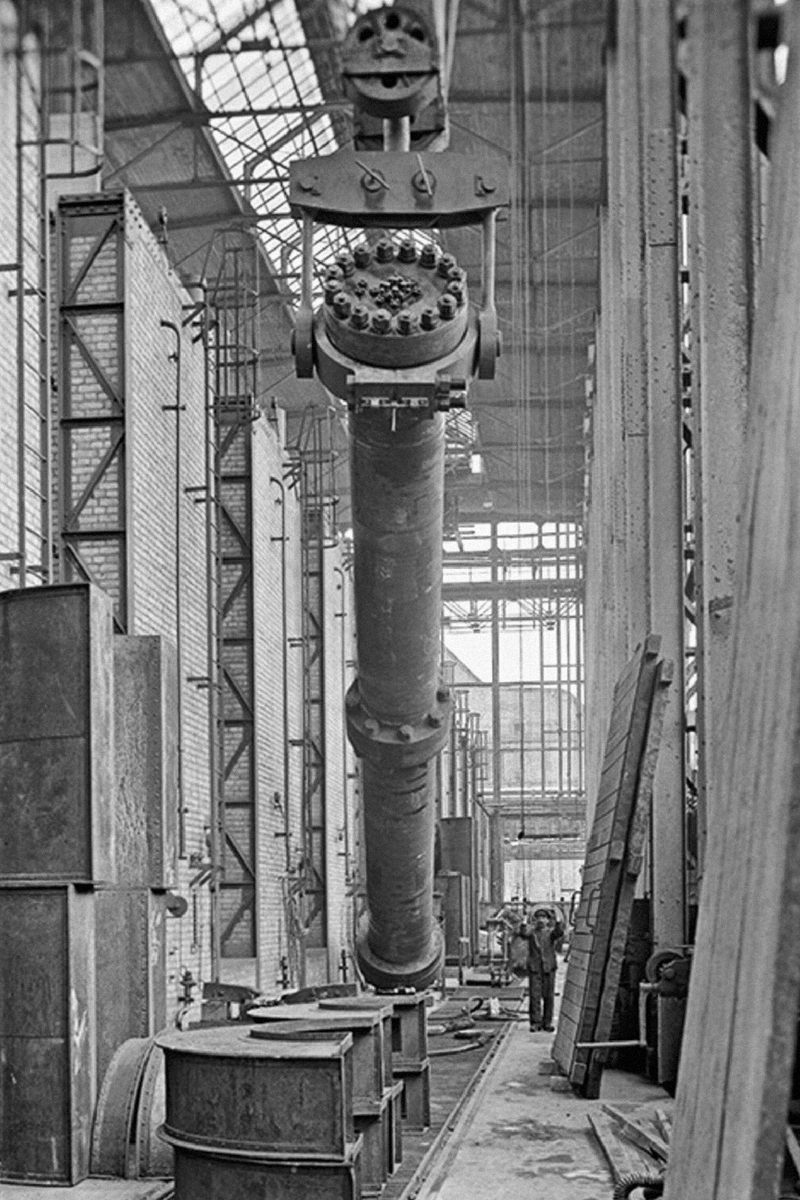
Erster Ammoniak-Reaktor im Werk Oppau, 1913

Mit der Unterstützung des Vorstands und des Aufsichtsrats und unter Umgehung der Kompetenzen der verschiedenen Abteilungen richtete Bosch zunächst eine eigene Hochdruckwerkstatt ein. Parallel dazu begann sein Assistent Alwin Mittasch mit der systematischen Suche nach einem für den industriellen Einsatz geeigneten Katalysator. Zunächst konzentrierte sich die Suche auf Katalysatoren der seltenen und damit teuren Elemente Osmium und Uran. Die bei den Versuchen zur Herstellung von Nitriden gemachten Erfahrungen mit Promotoren veranlasste Mittasch jedoch dazu, Katalysatoren auf Basis von Eisen genauer zu untersuchen. Verschiedene Zusätze überprüfte er hinsichtlich einer Aktivierung, Stabilisierung oder Vergiftung des Katalysators.
Bereits 1910 reichten Bosch und Mittasch ein Patent zur Herstellung von Katalysatoren auf Basis von Eisen ein. Durch die anfänglichen Erfolge bei der technischen Umsetzung des Verfahrens kam es 1912 trotz Rückschlägen beim Bau der ersten Reaktoren zur Gründung der Stickstoffabteilung unter Boschs Leitung. Bosch musste große technische Herausforderungen meistern und die Entwicklungskosten waren sehr hoch. Die Abteilung umfasste neun Chemiker, darunter Johannes Fahrenhorst, der spätere Leiter des Stickstoffwerks, sowie den Physiker Paul Ludwig Christoph Gmelin. Zudem waren 126 weitere Mitarbeiter, darunter viele Schlosser, in der Abteilung tätig. Auch das damals neu gegründete Ammoniaklaboratorium der BASF wurde ihm unterstellt.
Die Suche nach einem haltbaren Reaktor war von einer Vielzahl metallurgischer und ingenieurtechnischer Fragen geprägt. Eine dieser Fragen betraf die Haltbarkeit der Reaktoren bei hohen Wasserstoffdrücken und Temperaturen. Reaktoren aus Kohlenstoffstahl waren den auftretenden Belastungen nicht gewachsen. Hier kamen Bosch seine Erfahrungen in der Metallurgie zugute und er war bei der praktischen Erprobung in zahlreichen Tests meist persönlich anwesend. Bei einer von ihm durchgeführten metallurgischen Untersuchung des Stahls eines geplatzten Reaktors stellte er fest, dass der Kohlenstoff aus dem Gefüge entfernt worden war. Ihm wurde klar, dass der Wasserstoff den Stahl angegriffen hatte und der Kohlenstoff hydriert worden war. Als Gegenmaßnahme ließ er die kohlenstoffhaltigen Stähle mit Weicheisen auskleiden, die keinen Kohlenstoff enthielten und den druckaufnehmenden Außenmantel aus kohlenstoffhaltigem Stahl schützten. Ein wesentliches Designmerkmal waren die sogenannten Bosch-Löcher, kleine Bohrungen im Außenmantel, die dazu dienten, den durch das Innenrohr diffundierenden Wasserstoff entweichen zu lassen. Der durch das innere Weicheisenrohr diffundierte Wasserstoff konnte daher keinen nennenswerten Druck aufbauen, der den äußeren Mantel bei den Betriebstemperaturen angegriffen hätte. Auf diese Weise wurde der äußere Behälter vor der Entkohlung durch Wasserstoff geschützt und seine mechanische Integrität dauerhaft gewährleistet.
Eine weitere wesentliche Herausforderung war die Bereitstellung des benötigten Wasserstoffs. Für die Produktion von 100.000 Tonnen Ammoniak pro Jahr waren etwa eine halbe Milliarde Kubikmeter Wasserstoff erforderlich, die von 1 Bar auf den Betriebsdruck von etwa 200 Bar komprimiert werden mussten.
Dies gelang durch die Entwicklung der katalytischen Wassergas-Shift-Reaktion durch Bosch und Wilhelm Wild. Dadurch wurde aus dem bei der Kohlevergasung entstehenden Wassergas durch Umsetzung mit Wasser eine höhere Wasserstoffausbeute erzielt. Gleichzeitig setzte sich das störende Kohlenstoffmonoxid in Kohlenstoffdioxid um, welches durch eine Gaswäsche aus dem Gasgemisch entfernt wurde.
{\displaystyle \mathrm {CO+H_{2}O\rightleftharpoons CO_{2}+H_{2}} ,\quad \mathrm {\Delta } H=-41{,}2\;\mathrm {kJ/mol} }
Nachdem die vielfältigen Probleme überwunden waren, begann die BASF 1912 mit dem Bau einer Ammoniakfabrik in Oppau. Am 19. September 1913 nahm diese als erste Haber-Bosch-Anlage die Produktion auf. Die Anfangskapazität betrug etwa 20 Tonnen Ammoniak pro Tag, 1914 wurde bereits ein Ausstoß von 40 Tonnen pro Tag erreicht. Die Produktion wurde bald auf eine Jahreskapazität von 100.000 Tonnen erweitert, nachdem Deutschland 1913 noch 775.000 Tonnen Chilesalpeter im Wert von 171 Millionen Reichsmark (2025: etwa 1,12 Milliarden Euro) importiert hatte.

### Landwirtschaftliche Versuchsanstalt Limburgerhof 1914

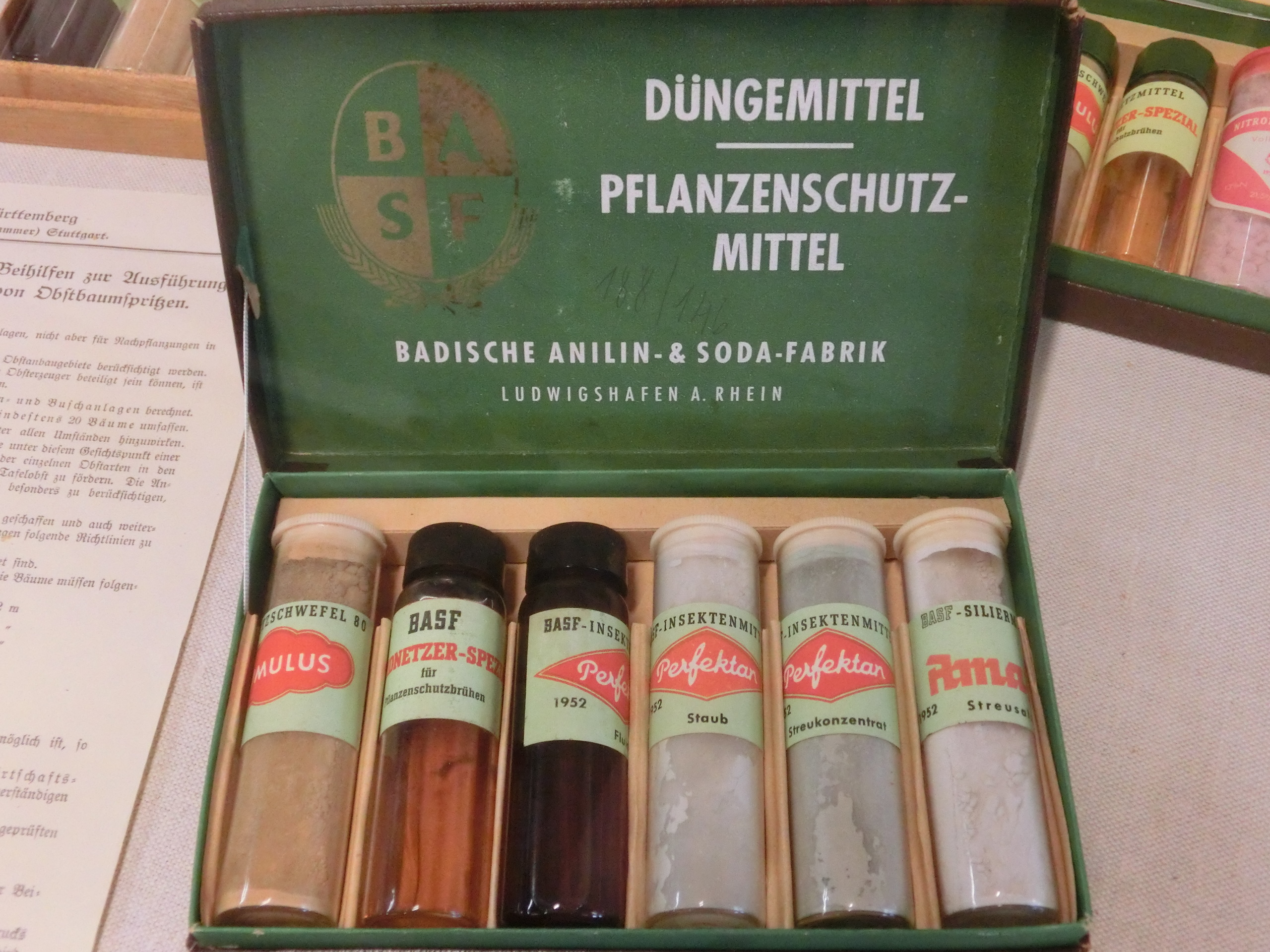
Dünge- und Pflanzenschutzmittel der BASF

Um die aus dem Ammoniak hergestellten Dünger zu untersuchen, gründete Bosch 1914 die Landwirtschaftliche Versuchsanstalt Limburgerhof. Dort ließ er systematische Untersuchungen über den Einfluss verschiedener Stickstoff- und Volldünger wie Ammonnitrat, Ammonsulfatsalpeter, Harnstoff, Nitrophoska und Kalkammonsalpeter auf das Pflanzenwachstum durchführen.
Um skeptische Landwirte von der Wirkung der Dünger zu überzeugen, ließ Bosch das Wachstum gedüngter und ungedüngter Pflanzen in Zeitraffertechnik über mehrere Monate aufnehmen. Die Filme erregten großes Aufsehen und überzeugten viele Landwirte von der Wirksamkeit der Dünger. Aus den Aufnahmen wurde später der Kulturfilm „Das Blumenwunder“ zusammengeschnitten und deutschlandweit in Kinos aufgeführt. Gegen Ende des 20. Jahrhunderts sicherte der Haber-Bosch-Prozess die Nahrungsmittelversorgung für etwa die Hälfte der Weltbevölkerung.

### Erster Weltkrieg und Salpeterversprechen 1914 bis 1918
Mit Beginn des Weltkrieges 1914 brach die Nachfrage nach Ammoniakdüngern durch die Seeblockade und den damit fehlenden Zugang zum Weltmarkt erheblich ein. Die Versorgung mit Nitraten zur Herstellung von Sprengstoffen dagegen erlangte eine kriegswirtschaftlich hohe Bedeutung. Trotz warnender Hinweise von Emil Fischer und Walter Rathenau erkannte der Generalstab diesen Zusammenhang zunächst nicht. Auf Grund des Schlieffen-Plans, der Grundlage der deutschen Operationen zu Beginn des Ersten Weltkrieges, war nur ein Krieg von wenigen Wochen geplant. Erst nach der Schlacht an der Marne änderte der Generalstab seine Sichtweise und rechnete mit einer längeren Kriegsdauer. Da zu diesem Zeitpunkt die deutschen Nitratreserven fast aufgebraucht waren, wandte sich das Kriegsministerium im September 1914 an Carl Bosch.
Dieser schloss mit der Obersten Heeresleitung des Deutschen Reiches einen Vertrag über die Lieferung von Nitrat ab, das sogenannte „Salpeterversprechen“, und stellte die Düngemittel- auf Salpeterproduktion um. Obwohl die katalytische Ammoniakoxidation bis dahin nur im Labormaßstab erprobt worden war, gelang es in kurzer Zeit, in Ludwigshafen eine Nitratproduktion aufzubauen. Alwin Mittasch entwickelte 1914 für den Prozess einen Eisen-Bismut-Kontakt, der die Ammoniakoxidation im technischen Maßstab ermöglichte und nicht auf teures Platin angewiesen war. Im April 1915 produzierte die BASF bereits 150 Tonnen Nitrat pro Tag.

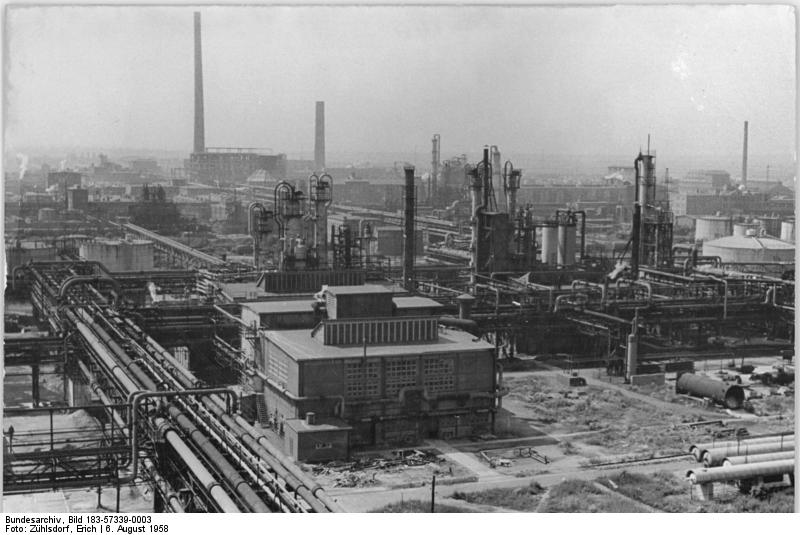
Leuna-Werke

Infolge des durch die englische Blockade fehlenden Chilesalpeters sowie der unzureichenden Kapazität des Werkes in Oppau zur Herstellung von Ammoniak für die Kriegsführung im Ersten Weltkrieg, begann die BASF auf Vorschlag Boschs am 1. Mai 1916 bei Leuna mit dem Neubau des Ammoniakwerkes Merseburg. Das neue Werk lag nahe dem mitteldeutschen Braunkohlebecken, das die Energie- und Rohstoffversorgung sicherte. Unter Boschs Leitung wurden die Leunawerke in nur neun Monaten fertiggestellt, er wurde im selben Jahr Vorstandsmitglied der BASF. In Leuna wurden bis zum Kriegsende für das Militär ausreichende Mengen an Ammoniak produziert. Bis Ende 1917 wurde die Produktion auf etwa 3000 Tonnen monatlich erhöht.

### Gründung der „Kleinen I.G.“
Im August 1916 schlossen sich der schon seit 1904 existierende Dreibund aus Agfa, BASF und Bayer mit dem Dreiverband Hoechst, Cassella und Chemische Fabrik Kalle mit der Dr. E. ter Meer & Cie zu einer auf 50 Jahre angelegten „Interessengemeinschaft der deutschen Teerfarbenfabriken“ zusammen. Der sogenannten „Kleinen I.G.“ trat noch die Chemische Fabrik Griesheim-Elektron bei, wobei die beteiligten Unternehmen rechtlich selbstständig blieben.
Die Versorgungsprobleme auf dem Kautschuk- und Ölsektor konnte die chemische Industrie zu diesem Zeitpunkt jedoch noch nicht lösen. Der Kriegseintritt der Vereinigten Staaten im April 1917 löste dagegen die Probleme der Öl- und Benzinversorgung der Alliierten. Der Waffenstillstand von Compiègne beendete am 11. November 1918 schließlich die Kampfhandlungen im Ersten Weltkrieg.

### Nachkriegszeit 1919 bis 1924

#### Waffenstillstandsverhandlungen 1919

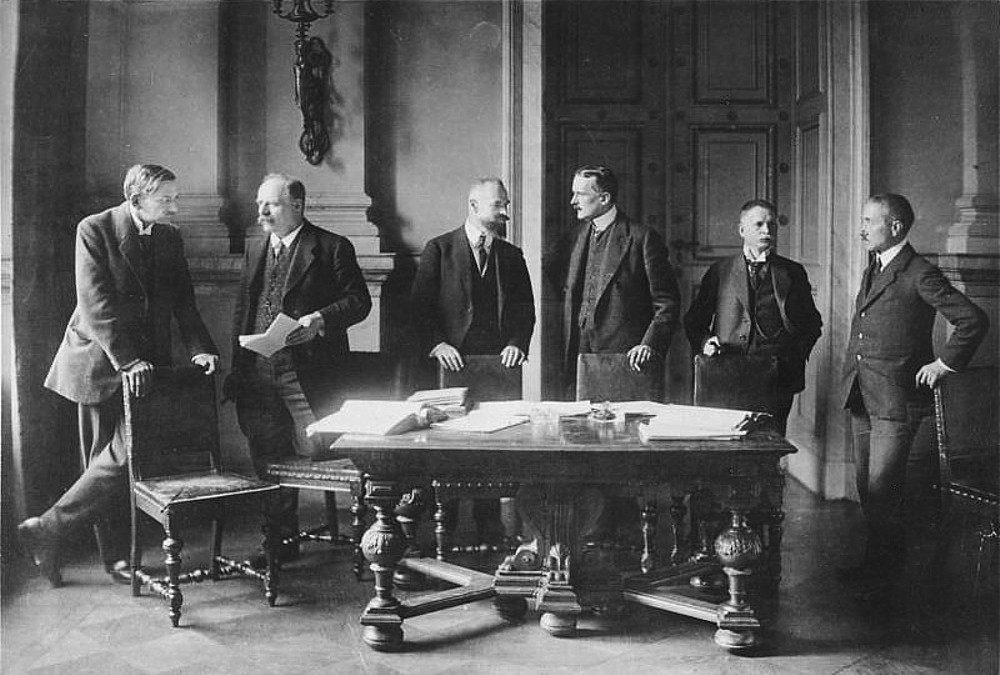
Mitglieder der deutschen Verhandlungsdelegation in Versailles, Januar 1919

Nach dem Weltkrieg nahm Bosch als Wirtschaftsberater 1919 an den Waffenstillstandsverhandlungen vom Versailles teil. Seine Mission war es, die deutsche Chemieindustrie zu retten. Die Alliierten forderten die Übergabe der deutschen Chemieindustrie sowie die Zerstörung der Werke Oppau und Leuna. Allein das Oppauer-Werk hatte im letzten Kriegsjahr 90.000 Tonnen synthetische Nitrate produziert, etwa ein Fünftel des Chilesalpeters, das dem Rest der Welt zur Verfügung stand. Bosch, der mit den alliierten Bedingungen hinsichtlich der beschlagnahmten deutschen Patente und Anlagen nicht zufrieden war, reiste während der Verhandlungen nach Ludwigshafen, wo er zum Vorstandsvorsitzenden der BASF gewählt wurde. Nach seiner Wahl kehrte er nach Versailles zurück, um seine Bemühungen um eine Abschwächung der alliierten Position fortzusetzen.
Dort unterbreitete er Joseph Frossard, der für die 1914 beschlagnahmte deutsche chemische Industrie in Frankreich zuständig war, den Vorschlag, dass die I.G. Farben die Technologie des Haber-Bosch-Verfahrens zur Verfügung stellen würde, sofern die Forderung nach Abriss der I.G. Farbenwerke fallen gelassen würde. Frossard übermittelte das Angebot an Georges Patart, Generalinspekteur des staatlichen Departements für Sprengstoffe. Im sogenannten Frossard-Patart-Bosch-Abkommen wurde neben der Übergabe der Haber-Bosch-Technologie vereinbart, dass die I.G. Farben den französischen Farbstoffmarkt im Kartell mit der Pariser Regierung bewirtschaften würde. Im Gegenzug zogen die Franzosen ihre Forderung nach der Zerstörung der deutschen Farbstoff- und Ammoniakanlagen zurück. Des Weiteren wurde der Forderung von Bosch nachgegeben, den Deutschen einen Anteil von 50 % an den Fabriken zurückzugeben, welche Frankreich im Jahr 1914 beschlagnahmt hatte.
Bosch wies immer wieder auf die Notwendigkeit der Anlagen zur Gewinnung von Stickstoffdüngern hin, die dabei helfen sollten, eine Hungersnot zu vermeiden. Seine Argumentation wurde indirekt vom Nobelpreiskomitee unterstützt, da Fritz Haber 1919 der Nobelpreis für Chemie des Jahres 1918 zuerkannt wurde. Das Komitee argumentierte gegen die internationalen Proteste und ungeachtet Habers Rolle im Gaskrieg, dass es bekannt sei, dass die Herstellung von Stickstoffdüngern für die Steigerung der Nahrungsmittelproduktion von globaler Bedeutung ist.
Bei den Verhandlungen lernte Bosch Hermann Schmitz, damals Vorstandsmitglied der Metallbank, kennen, der als Sachverständiger an den Verhandlungen teilnahm. Bosch engagierte Schmitz als Finanzberater, der noch 1919 zum Finanzvorstand der BASF berufen wurde, eine Position, die er später für die I.G. Farben einnahm.

#### Explosion des Oppauer Stickstoffwerks 1921

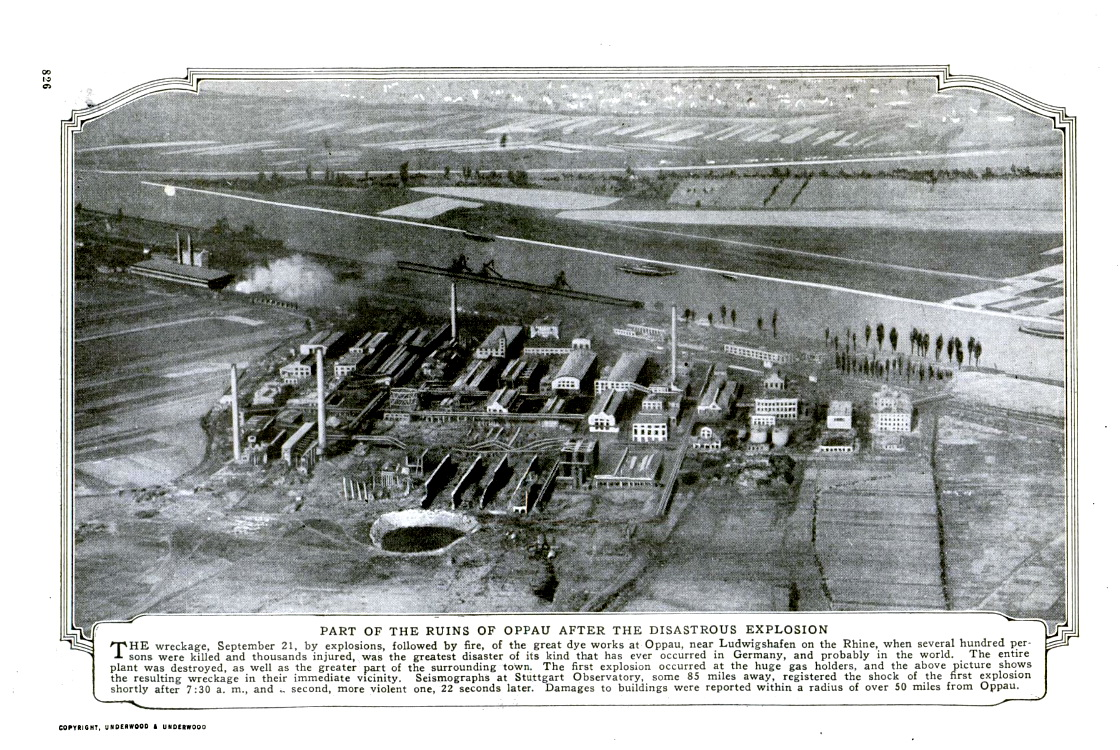
Zeitungsartikel über die Oppauer Explosion

Seit 1919 stellte die BASF als Dünger Ammoniumsulfatnitrat her, ein 50/50-Gemisch aus Ammoniumsulfat und Ammoniumnitrat. Dieser Dünger war stark hygroskopisch und agglomerierte bei der Lagerung. Es war üblich, das Produkt durch kleine Sprengladungen aufzulockern. Bei einer dieser Sprengungen im September 1921 kam es zu zwei gewaltigen Explosionen, die einen Großteil des Werks zerstörten. Durch die verheerende Explosionskatastrophe starben 559 Menschen, mehr als 2000 wurden verletzt. Im benachbarten Dorf Oppau wurden die Wohnstätten von etwa 7000 Menschen zerstört.
Carl Bosch, der die Explosion an seinem Wohnort in Heidelberg gehört hatte, engagierte sich persönlich unmittelbar nach dem Unglück vor Ort. Vier Tage nach der Katastrophe hielt er bei einer Trauerfeier auf dem Hauptfriedhof eine Rede im Auftrag des Vorstands. Ebenso wie der an der Trauerfeier teilnehmende Friedrich Ebert sprach Bosch von „unerklärlichen Eigenschaften der Natur“, welche die Katastrophe herbeigeführt hatten. Erst später stellte sich heraus, dass die Umstellung des Trocknungsschritts auf Sprühtrocknung das Ammoniumsulfatnitrat empfindlicher gegenüber Initialzündungen gemacht hatte.
Bosch beauftragte Carl Krauch mit dem Wiederaufbau von Oppau. Krauch rekrutierte in kürzester Zeit die erforderlichen Arbeitskräfte und Oppau wurde in nur drei Monaten wiederaufgebaut. Am Tag nach der Wiederinbetriebnahme von Oppau stieg Krauch in den BASF-Vorstand auf. Bosch selbst erkrankte für längere Zeit und nahm erst im Juni 1922 seine Arbeit wieder auf.

#### Ruhrbesetzung 1923

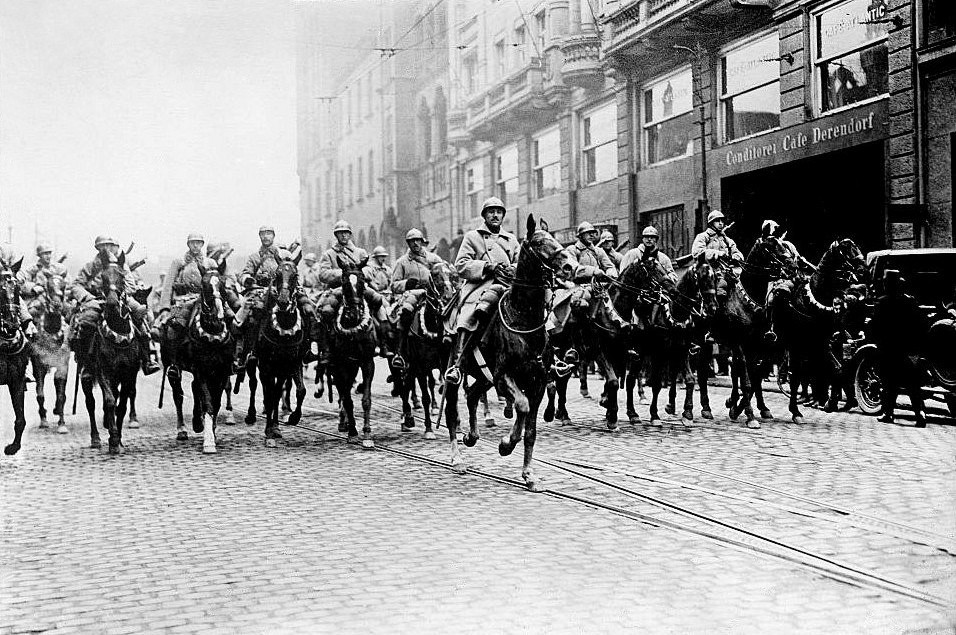
Einzug französischer Truppen in Essen (1923)

Nach seiner Zusicherung an Frankreich, beim Aufbau einer Stickstoffindustrie behilflich zu sein, trat das amerikanische Unternehmen DuPont an Bosch heran. DuPont hatte erkannt, dass es trotz beachtlicher Investitionen nicht möglich war, nur aufgrund der beschlagnahmten Patente eine eigene Farbstoffproduktion aufzubauen. Bosch ließ sich jedoch nicht auf eine Kooperation ein und verwies auf die nicht erteilte Zustimmung der anderen Unternehmen der „Kleinen I.G.“. Durch die Rekrutierung von Chemikern der Bayer AG war DuPont in der Lage, die Patente umzusetzen und auf dem Weltmarkt für Farbstoffe mit den Firmen der Interessengemeinschaft zu konkurrieren.
Die deutsche Industrie hatte 1922 Schwierigkeiten, die im Versailler Vertrag erforderlichen Reparationsquoten in Form von Rohstoffen und Fertigwaren zu liefern, was zur Ruhrbesetzung durch französische Truppen führte. Die Reichsregierung unter Kanzler Wilhelm Cuno reagierte darauf mit einer Politik des passiven Widerstands. Die Produktion in den Anlagen der BASF war bis Mai 1923 für etwa vier Monate stillgelegt. Daher fielen sie bei der Lieferung von Farbstoffen und Nitratdüngern für Reparationszahlungen zurück.
Die Inflationsrate erreichte ihren höchsten Wert. Gustav Stresemann, der neue Reichskanzler, führte die Rentenmark ein und beendete so die Hyperinflation. Er überredete die Franzosen, sich gegen ein Versprechen, die Reparationszahlungen wieder aufzunehmen, aus dem Ruhrgebiet zurückzuziehen.
Die Schließung vieler Chemieanlagen während des Ruhrkriegs hatte der amerikanischen Farbstoffindustrie die Gelegenheit gegeben, ohne den deutschen Wettbewerb den US-Markt jetzt alleine zu beliefern. Die Franzosen nutzten die Schließung als Grund, um den zwischen Frossard, Patart und Bosch ausgehandelten Vertrag zu kündigen, da die im Vertrag geforderten Chemikalien nicht geliefert worden waren. Die Franzosen besaßen jetzt das technische Wissen der I.G. Farben ohne weitere Gegenleistung. Durch die seit 1923 wachsende Stärke der ausländischen Wettbewerber forderte Carl Duisberg eine grundlegende Neuorganisation der I.G.-Gesellschaften. Zum Zeitpunkt kurz vor der Fusion umfassten die später zur I.G. Farben zusammengeschlossenen Konzerne 33 Chemieproduktionsstandorte, eine Steinkohlezeche, drei Braunkohlezechen sowie drei Kalk- und zwei Gipsbergwerke mit insgesamt etwa 90.000 Mitarbeitern.

### Vorstandsvorsitzender der I.G. Farben 1925 bis 1935

#### Gründung der I.G. Farben 1925
Auch Carl Bosch erwog eine Konsolidierung der I.G.-Gesellschaften. Sein Ziel war es, Deutschlands Kohlevorräte mit Hilfe der Hochdruckhydrierung als Quelle für Motorenbenzin zu nutzen. Die aus Kohle hergestellten Kraft- und Schmierstoffe erschienen Bosch auf Grund des steigenden Motorisierungsgrads, der sich scheinbar schnell erschöpfenden Erdölreserven und den im Gegensatz dazu beträchtlichen Braun- und Steinkohle als aussichtsreiche Einnahmequelle. Er war vom Potential der Hochdrucktechnik überzeugt. Aufgrund der vielfältigen wissenschaftlichen und technischen Herausforderungen der Katalysator- und Verfahrensentwicklung sowie der kommerziellen Risiken der Kohlehydrierung begriff Bosch, dass die großtechnische Nutzung des Verfahrens eine breitere finanzielle Basis benötigte. Nur ein Unternehmen mit der Finanzkraft einer fusionierten I.G. Farben konnte die Entwicklung eines solchen Verfahrens finanzieren.
Schon zu Beginn des Jahrhunderts und während des Ersten Weltkriegs war es zur Bildung von Interessengemeinschaften in der chemischen Industrie gekommen. Etwa 1904 zur Bildung der Interessen-Gemeinschaft der deutschen Teerfarbenindustrie auf Initiative von Carl Duisberg, dem Vorstandsvorsitzenden der Bayer AG. Der in den 1920er Jahren gewachsene Wettbewerb überzeugte Duisberg von der Notwendigkeit einer Neuorganisation der Aktivitäten der Interessengemeinschaft. Auch Bosch unterstützte einen Zusammenschluss. Während Duisberg eine Holdingstruktur befürwortete, strebte Bosch einen Zusammenschluss der Firmen an. Eine Konsolidierung der Produktion und der Finanzkraft durch einen Zusammenschluss der chemischen Großindustrie würde dem neu entstehenden Unternehmen die Kapitaldecke bieten, die für die Entwicklung eines Kohlehydrierungsverfahrens benötigt wurde.
Im Dezember 1925 erreichte Bosch sein Ziel mit der Gründung der „Interessengemeinschaft Farbenindustrie“, kurz I.G. Farben, durch Fusion der BASF mit den Firmen Hoechst, Bayer, Agfa, Cassella Farbwerke Mainkur, den Teerfarbenfabriken Dr. E. ter Meer & Cie und Griesheim-Elektron zum damals größten Chemiekonzern der Welt. Vorstandsvorsitzender der I.G. Farben wurde Carl Bosch, alle anderen Mitglieder des I.G.-Gemeinschaftsrats wechselten in den Aufsichtsrat, darunter Carl Duisberg. Es folgte eine Rationalisierung der Produktion, der Produktpalette und schließlich des Verkaufs, der zunächst nach Ländern unterteilt an vier Standorten verblieb. Die Organisation der Gesellschaft wurde ebenfalls gestrafft. Der engere Vorstand bestand aus 26 Mitgliedern eines Arbeitsausschusses, welcher etwa monatlich tagte und das oberste Führungsgremium der I.G. Farben war. Die anderen Vorstandsmitglieder waren Abteilungsleiter, die nicht zu diesen Sitzungen eingeladen wurden. Der Aufsichtsrat bildete einen Verwaltungsrat mit anfänglich elf Mitgliedern, der den Vorstand überwachte und dem ebenfalls Carl Duisberg vorstand.

#### Bergius-Pier-Verfahren ab 1926

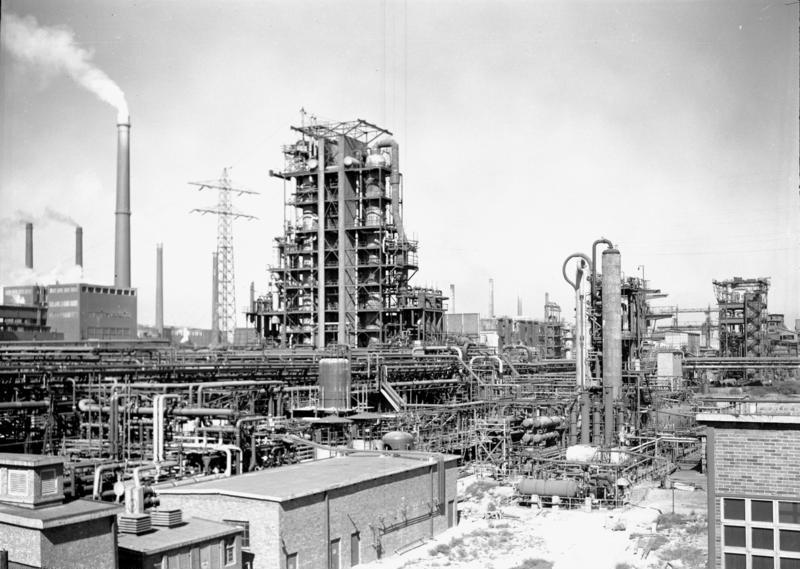
Hydrieranlage in den Leunawerken

Bosch ließ schon während der Verhandlungen zur Bildung der Interessengemeinschaft durch Hermann Schmitz verdeckt die Rechte an den Bergius-Patenten aufkaufen. In den 1920er Jahren wurde in Leuna eine Anlage zur Kohleverflüssigung nach dem Bergius-Pier-Verfahren errichtet. Zwischen 1926 und 1932 investierte die I.G. Farben etwa 100 Millionen Mark (2025: etwa 545 Millionen Euro) in die Kohlehydrierung ohne die technischen Probleme vollständig überwinden zu können. Der in Leuna errichtete Betrieb lieferte nur die Hälfte des geplanten Ausstoßes. Für die großtechnische Umsetzung benötigte die Firma weitere 400 Millionen Mark (2025: etwa 2,18 Milliarden Euro).
Die Genehmigung solch hoher Investitionen hatte verschiedene Gründe. Einerseits verfügte Deutschland nicht über große Erdölvorkommen, andererseits über große Kohlevorkommen. Hinzu kamen Prognosen, nach denen die bekannten Erdölvorkommen in wenigen Jahrzehnten erschöpft sein sollten. Auch die steigende Nachfrage nach Automobilen trug dazu bei, Carl Bosch davon zu überzeugen, dass es in Deutschland einen Markt für synthetisches Benzin geben würde. Die Kohlehydrierung sollte ebenfalls dazu beitragen, die vorhandenen Anlagenkapazitäten zur Herstellung von Wasserstoff für das Haber-Bosch-Verfahren und die Methanolherstellung besser auszulasten und somit die Herstellungskosten für Ammoniak und Methanol senken.

#### Beginn der Weltwirtschaftskrise 1929
In der Weltwirtschaftskrise von 1929 sank jedoch der Benzinpreis bis auf 5 Pfennig pro Liter, bei Herstellungskosten von etwa 40 Pfennig pro Liter. Die I.G. Farben musste die Ausgaben drastisch reduzieren, die Mitarbeiterzahl wurde fast halbiert. Carl Bosch musste Brüning bitten, die Produktion von Ammoniak und Treibstoff durch Schutzzölle zu sichern, worauf Brüning 1931 per Notverordnung Zölle auf Stickstoffprodukte und Treibstoffe erheben ließ.
Der I.G. Farben gelang es, aus 1,3-Butadien einen Ersatz für Kautschuk herzustellen, der als Buna bekannt wurde. Aus Kohle und Kalk wurde über die Produktion von Calciumcarbid Acetylen gewonnen, das wiederum zur Herstellung von Butadien verwendet wurde. Aufgrund des weltweiten Rückgangs der Kautschuknachfrage und der Kautschukpreise zu Beginn der 1930er Jahre konnte synthetischer Kautschuk zu diesem Zeitpunkt nicht zu wettbewerbsfähigen Preisen hergestellt werden. Der hohe Motorisierungsgrad der Armee machte jedoch die Einfuhr von Kautschuk erforderlich. Obwohl mit Buna hergestellte Reifen im Vergleich zu Naturkautschukreifen qualitativ minderwertig und der Preis deutlich höher war, wurde auf die mündliche Zusage Hitlers eine große Buna-Produktion in Schkopau im Rahmen der Autarkiepolitik aufgebaut.

#### Zeit des Nationalsozialismus ab 1933

##### Unterstützung der nationalsozialistischen Autarkiepolitik

Werbung für Leuna-Benzin der I.G. Farben (um 1930)

Bereits im November 1932 hatten Heinrich Gattineau und Heinrich Bütefisch als Vertreter der I.G. Farben Adolf Hitler in München aufgesucht, um mit ihm die Frage zu erörtern, ob er die Herstellung synthetischen Benzins unterstützen würde. In den Leunawerken herrschte das Problem, dass die Herstellung des Leuna-Benzins mittels der Bergius-Pier-Verfahrens wesentlich teurer war als importiertes Benzin.
Im Februar 1933 lud Hermann Göring Bosch zu einem Treffen ein, zu welchem Bosch sich jedoch entschuldigen ließ. Der Vertreter der I.G. Farben, Georg von Schnitzler, der an seiner Stelle zu der Besprechung gegangen war, berichtete Bosch anschließend. Hitler hatte bei dem Treffen eine lange Rede über die Gefahren des Kommunismus gehalten. Anschließend forderte Hjalmar Schacht die Teilnehmer auf, einen Wahlfonds von drei Millionen Reichsmark für die NSDAP, die Deutsche Volkspartei und die Kampffront Schwarz-Weiß-Rot zu zeichnen. Die I.G. Farben unterstützte den Fonds mit 400.000 Reichsmark (2025: etwa 2,23 Millionen Euro), die höchste Einzelspende der deutschen Wirtschaft in diesem Jahr.
Im Rahmen der Bestrebungen zur Autarkie schloss die I.G. Farben im Dezember 1933 mit dem Deutschen Reich das sogenannte Feder-Bosch-Abkommen, auch als „Benzinvertrag“ bezeichnet. In diesem Abkommen verpflichtete sich die I.G. Farben, in den Leuna-Werken bis zum 31. Dezember 1935 und danach für zehn Jahre mindestens 300.000 und höchstens 350.000 Tonnen synthetisches Benzin zu produzieren. Im Gegenzug übernahm der Staat die Wirtschaftlichkeitsgarantie für die Syntheseprodukte der Leunawerke. Die Produktionskosten wurden auf 18,50 Pfennig (2025: etwa 1,03 Euro) pro Liter festgelegt. Weiterhin verpflichtete sich das Deutsche Reich, der I.G. Farben die Differenz zwischen diesen Kosten und einem etwaigen niedrigeren Marktpreis zu zahlen und das Benzin zu kaufen, falls es nicht anders abgesetzt werden konnte.
Hitlers Feststellung, der synthetische Treibstoff sei „für ein politisch unabhängiges Deutschland zwingend notwendig“, kommentierte Bosch mit den Worten: „Der Mann ist ja vernünftiger, als ich dachte.“ In einer Stellungnahme mit dem Titel Wo ein Wille ist, ist auch ein Weg schrieb Bosch 1933, dass „zum ersten Male seit dem Kriege eine deutsche Regierung nicht nur Versprechungen macht, sondern auch handelt“. Er befürwortete insbesondere die Maßnahmen zur Arbeitsbeschaffung und die Senkung der Steuerlast.
Die Autarkiebestrebungen der Nationalsozialisten für ein von Rohstoffen unabhängiges Deutschland sowie der Beginn der Rüstungswirtschaft förderten beziehungsweise retteten Boschs Projekte wie die Herstellung von synthetischem Kautschuk (Buna) und synthetischen Leuna-Benzin. Der I.G. Farben drohte andernfalls aufgrund fehlender Rentabilität 300 Millionen Reichsmark Verlust (2025: etwa 1,67 Milliarden Euro). Die I.G. Farben profitierte somit von den Autarkiebestrebungen des Deutschen Reiches. Bosch unterstützte somit Hitler, um die Investitionen der I.G. Farben finanziell abzusichern und seine persönlichen Interessen voranzutreiben, und verkündete zunehmend, dass er das Regime schätze.

##### Haltung gegenüber dem Antisemitismus

Das I.G. Farben-Gebäude, entworfen und gebaut von Hans Poelzig in den Jahren 1928 bis 1931, heute Teil der Johann-Wolfgang-Goethe-Universität in Frankfurt am Main

Obwohl sich Bosch öffentlich kaum politisch äußerte, unterstützte die I.G. Farben vor 1933 eine Reihe von Zeitungen, welche sich für die Politik von Gustav Stresemann einsetzten sowie Kampagnen der Deutschen Volkspartei, der Deutschen Demokratischen Partei und der Deutschen Zentrumspartei. Wilhelm Ferdinand Kalle, Vorstandsmitglied der I.G. Farben, versuchte diese Parteien gegen Hitler und Alfred Hugenberg zu vereinigen. Carl Bosch war Mitglied der Deutschen Demokratischen Partei, die 1933 nach der Machtergreifung im Rahmen der Gleichschaltung aufgelöst wurde. Zwei Aufsichtsratsmitglieder der I.G. Farben, der parteilose Hermann Warmbold und Paul Moldenhauer von der Deutschen Volkspartei, waren Wirtschafts- und Finanzminister in den Kabinetten von Heinrich Brüning, Hermann Müller, Franz von Papen und Kurt von Schleicher. Kein Mitglied der I.G.-Farben-Führung war bis 1933 Parteimitglied der NSDAP, Bosch selbst trat nie in die NSDAP ein.
Als deutschnational eingestellter Industrieller lehnte Bosch die Machtergreifung zuerst nicht ab, machte jedoch die Erfahrung, dass Hitler rationalen Argumenten nicht zugänglich war. Aus diesem Grund war sein Verhältnis zu Hitler nicht besonders gut. Bosch betrachtete die Unterdrückung und Entlassung jüdischer Wissenschaftler als großes Problem und kritisierte die wissenschaftsfeindliche NS-Politik. Er berichtete Richard Willstätter von einem Treffen mit Hitler, bei dem er dessen Judenpolitik ansprach. Laut Bosch warnte er Hitler davor, dass die Vertreibung jüdischer Wissenschaftler die deutsche Physik und Chemie um hundert Jahre zurückwerfen werde. Da sei Hitler laut geworden: „Dann werden wir hundert Jahre lang ohne Physik und Chemie arbeiten!“ Dann habe er nach seinem Adjutanten geklingelt und erklärt, der Geheimrat (Carl Bosch) wünsche zu gehen.
Im Kontrast zu den wirtschaftlichen Arrangements mit den Nationalsozialisten stehen Carl Boschs zahlreiche, letztlich vergebliche Versuche, der nationalsozialistischen Judenpolitik entgegenzutreten und sich für einzelne jüdische Bürger einzusetzen, die Vertreibung jüdischer Wissenschaftler und Unternehmer zu verhindern und deren Lebensunterhalt zu sichern. Carl Bosch lehnte insbesondere die antisemitische Gesetzgebung ab und setzte sich für den Verbleib jüdischer Wissenschaftler in Deutschland ein. Dazu zählten insbesondere Kollegen Boschs, Chemiker und Mitarbeiter der I.G. Farben. So bot er Fritz Haber Hilfe an, als dieser 1933 vertrieben wurde und viele Fachkollegen sich von ihm abwandten. Als Präsident der Kaiser-Wilhelm-Gesellschaft wandte er sich an Wilhelm Frick, den Reichsminister des Innern, um Lise Meitner die Ausreise zu ermöglichen. Zu seinen engsten Mitarbeitern gehörten 1933 mehrere Juden; so war Ernst Schwarz, Boschs Sekretär seit 1918, der Sohn eines Rabbiners. Zu einer von Max Planck organisierten Feier anlässlich Habers Todestag im Januar 1935 erschien Bosch mit allen verfügbaren Direktoren der I.G. Farben; den an den Universitäten angestellten Wissenschaftlern verbot der Reichserziehungsminister Bernhard Rust die Teilnahme per Dekret.
Bosch ließ die Entlassung aller nicht-arischen Mitarbeiter aus der I.G. Farben erst 1937 zu. Dies geschah auf Druck von NS-Gesetzen, durch Denunziationen aus den eigenen Betrieben und aus Angst vor Enteignung. Nach den Rassengesetzen der Nazis galt ein Unternehmen mit einem einzigen Direktor jüdischer Abstammung als jüdisches Unternehmen. Etwa ein Drittel des Aufsichtsrats, darunter die Brüder Carl und Arthur von Weinberg, Otto von Mendelssohn Bartholdy und weitere wurden ihrer Aufgaben entbunden. Vorstandsmitglieder wie Carl Krauch, Fritz ter Meer, Georg von Schnitzler, Max Ilgner, Otto Ambros, Friedrich Jähne, Christian Schneider, Carl Wurster, Carl Lautenschläger und Ernst Bürgin traten im selben Jahr in die NSDAP ein.

### Rückzug 1936 bis 1940

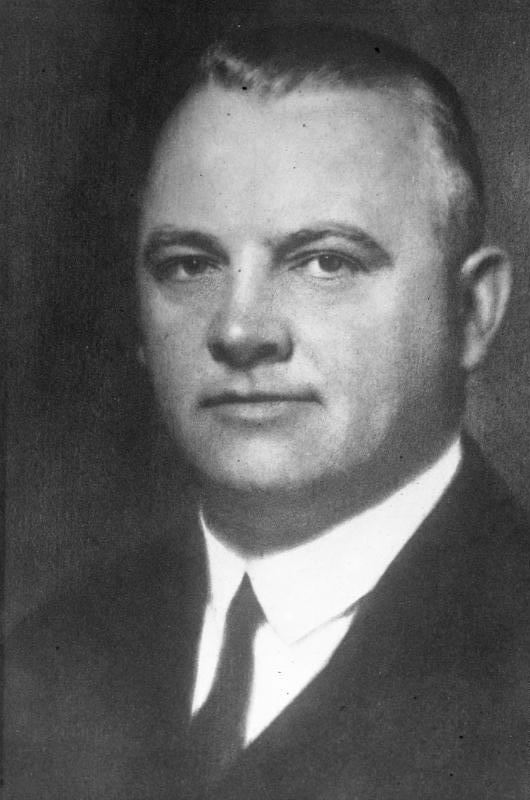
Hermann Schmitz, 1931

Bosch gab 1935 seinen Chefposten im Vorstand der I.G. Farben an seinen Vertrauten Hermann Schmitz ab. Bosch kannte Schmitz bereits aus der Zeit der Versailler Verhandlungen und hatte Schmitz, damals Vorstandsmitglied der Metallbank, als Finanzchef zur BASF geholt. Schmitz hatte bis zu seiner Berufung als Boschs Nachfolger das Auslandsgeschäft der I.G. Farben geleitet. Schmitz galt als kompetenter Wirtschaftsfachmann, Heinrich Brüning wollte ihn als Wirtschaftsminister in sein Kabinett holen. Bosch selbst übernahm als Nachfolger des verstorbenen Carl Duisberg den Vorsitz des Aufsichtsrats, womit er gleichzeitig das Amt des Verwaltungsratsvorsitzenden des I.G.-Konzerns innehatte. Der Verwaltungsrat hatte 1935 acht Mitglieder und 1937 noch vier Mitglieder, danach wurde dieses Gremium abgeschafft.
Nach der Gründung der Lilienthal-Gesellschaft für Luftfahrtforschung im März 1936 leitete Bosch zusammen mit Ludwig Prandtl und Geschäftsführer Adolf Baeumker diesen Verein. Der Reichsminister für Luftfahrt Hermann Göring hatte das dreiköpfige Präsidium ernannt.
1937 übernahm Bosch von Max Planck die Präsidentschaft der Kaiser-Wilhelm-Gesellschaft. Zunächst besichtigte Bosch die meisten Institute der Kaiser-Wilhelm-Gesellschaft persönlich, jedoch übertrug er anschließend Ernst Telschow eine Generalvollmacht zur Vertretung der Gesellschaft und ihrer Institute. Telschow war für die Leitung des Tagesgeschäfts der Gesellschaft zuständig und baute gezielt Netzwerke mit einflussreichen Personen des Dritten Reichs auf. Diese integrierte er durch die Vergabe von Senatoren-, Präsidenten- und Vizepräsidentenämtern in die Kaiser-Wilhelm-Gesellschaft.
Anlässlich der Jahresversammlung des Ausschusses des Deutschen Museums München hielt Bosch am 7. Mai 1939 eine Rede, in der er laut dem Gedächtnisprotokoll eines Teilnehmers davon sprach, dass „Wissenschaft nur frei und ohne Bevormundung gedeihen könnte und dass die Wirtschaft und Staat unfehlbar zugrunde gehen müssten, wenn die Wissenschaft in so würgende politische, weltanschauliche und rassistische Beschränkungen gezwungen werde wie unter dem Nationalsozialismus“. In der Folge verlangte Rudolf Heß, Bosch aller Ämter zu entheben und ihm öffentliche Auftritte zu verbieten. Bosch verlor daraufhin verschiedene Posten, blieb jedoch Präsident der Kaiser-Wilhelm-Gesellschaft.
Auf Anregung von Hermann Kellermann schlug Carl Bosch in seiner Eigenschaft als Präsident der Kaiser-Wilhelm-Gesellschaft Franz Fischer für die Verleihung der Goethe-Medaille für Kunst und Wissenschaft vor. Am 26. September 1939 gratulierte Bosch in diesem Zusammenhang Fischer für die „wertvolle Waffe im gegenwärtigen Kampf“, die er mit der Fischer-Tropsch-Synthese dem Vaterland gegeben habe.
Bei der I.G. Farben wurde das bisherige Vorstandsmitglied Carl Krauch Boschs Nachfolger als Aufsichtsratsvorsitzender. Bei der Kaiser-Wilhelm-Gesellschaft trat Albert Vögler 1941 Boschs Nachfolge als Präsident an.

## Mitgliedschaften und Ehrungen
Bosch war Mitglied in verschiedenen wissenschaftlichen Verbänden. Er war Mitglied der Deutschen Akademie der Naturforscher Leopoldina, der Heidelberger Akademie der Wissenschaften, der Preußischen Akademie der Wissenschaften und der Einstein-Stiftung. Ferner war er Mitglied im Reichsverband der Deutschen Industrie und in der Justus-von-Liebig-Gesellschaft zur Förderung des Chemieunterrichts.
Bosch war von 1920 bis 1937 Mitglied im Senat der Kaiser-Wilhelm-Gesellschaft und anschließend bis zu seinem Tod Präsident der Kaiser-Wilhelm-Gesellschaft.

### Nobelpreis
Der Nobelpreis für Chemie 1931 wurde an Carl Bosch und Friedrich Bergius für die Erfindung und Entwicklung der chemischen Hochdruckverfahren verliehen. Es war das erste Mal in der Geschichte der Nobelpreisverleihung, dass die Erfindung eines technischen Verfahrens ausgezeichnet wurde. Der Chemiker Knut Vilhelm Palmær erklärte in seiner Rede zur Preisverleihung, bei der Verbesserung technischer Verfahren sei es nicht immer einfach zu bestimmen, wer von vielen Beteiligten am meisten zu der Entwicklung beigetragen habe und damit preiswürdig sei. In diesem Fall sei es anders:

“This year, however, the Academy of Sciences believes it has discovered a technical advance of extraordinary importance and in respect of which it is also quite clear to which persons the principal merit is to be ascribed.”

„In diesem Jahr glaubt die Akademie der Wissenschaften jedoch, einen technischen Fortschritt von außerordentlicher Bedeutung entdeckt zu haben, bei dem auch klar ist, welchen Personen der Hauptverdienst zuzuschreiben ist.“

### Weitere Auszeichnungen
Bosch erhielt zahlreiche Auszeichnungen, darunter 1918 die Ehrendoktorwürde der Technischen Hochschule Karlsruhe, die Liebig-Denkmünze der Gesellschaft Deutscher Chemiker zusammen mit der Bunsen-Denkmünze der Deutschen Bunsen-Gesellschaft für Physikalische Chemie, den Werner-von-Siemens-Ring und die Grashof-Denkmünze des Vereins Deutscher Ingenieure. Er erhielt die Wilhelm-Exner-Medaille der Wilhelm-Exner-Stiftung des Österreichischen Gewerbevereins und die Carl-Lueg-Denkmünze. 1939 wurde ihm der Goethepreis der Stadt Frankfurt verliehen.
Die Leser der Zeitschrift The Chemical Engineer (das Magazin der Institution of Chemical Engineers) wählten Fritz Haber und Carl Bosch im Jahr 2011 zu den „weltweit einflussreichsten Chemieingenieuren aller Zeiten“.

### Namensgeber

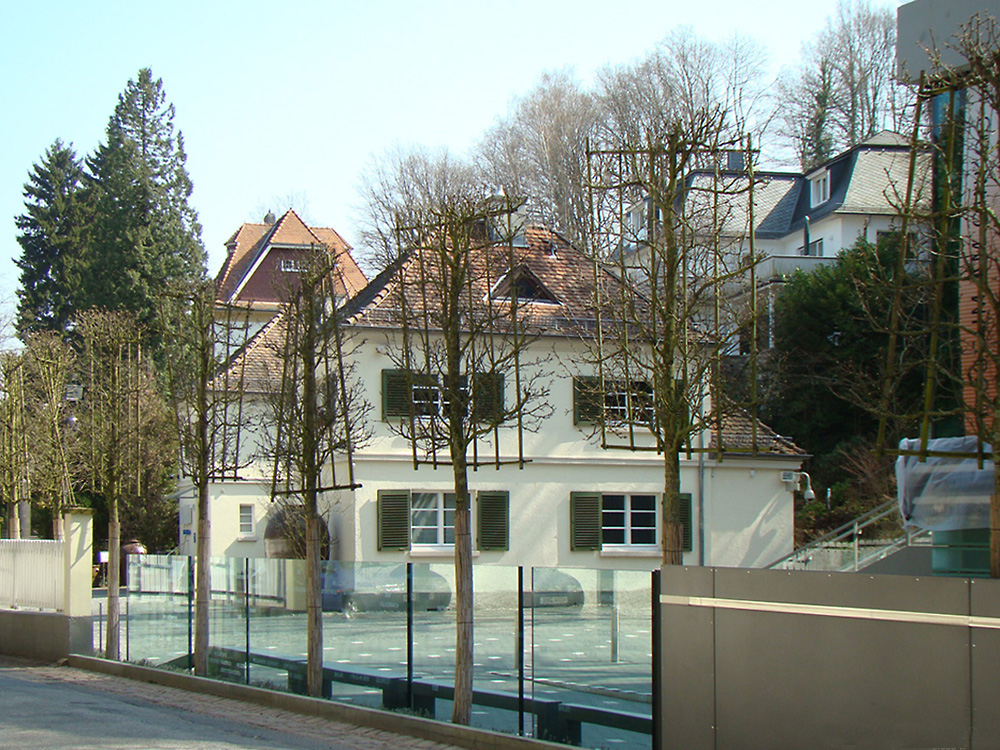
Carl Bosch Museum in Heidelberg

1998 eröffnete am Schloss-Wolfsbrunnenweg in Heidelberg das Carl Bosch Museum Heidelberg. Der ehemalige Wohnsitz von Carl Bosch, die Villa Bosch, beherbergt heute die Klaus Tschira Stiftung. Nach Carl Bosch wurden der Mondkrater Bosch und der Hauptgürtelasteroid (7414) Bosch benannt.
Ebenfalls nach ihm benannt wurden die Carl-Bosch-Straße am BASF-Hauptsitz in Ludwigshafen am Rhein, die Carl-Bosch-Straße und das Carl-Bosch-Haus in der Maxdorfer BASF-Siedlung, das Carl-Bosch-Haus in Frankfurt (unter anderem Sitz der Gesellschaft Deutscher Chemiker), das Carl-Bosch-Gymnasium in Ludwigshafen am Rhein, die Carl-Bosch-Schulen in Berlin, Heidelberg und in Limburgerhof, eine berufsbildende Schule und der Carl-Bosch-Saal im cCe Kulturhaus Leuna.

## Schriften (Auswahl)
- Der Stickstoff in Wirtschaft und Technik. In: Verhandlungen der Gesellschaft Deutscher Naturforscher und Ärzte. 86/87, 1921, S. 27–46.
- Sozialisierung und chemische Industrie. In: Die Chemische Industrie. 28, 1921, S. 44–62 (Vortrag auf der Hauptversammlung des Vereins deutscher Chemiker, Mai 1921).
- Über die Entwicklung der chemischen Hochdrucktechnik bei dem Aufbau der neuen Ammoniakindustrie. Nobelvortrag, gehalten in Stockholm den 21. Mai 1932; auch in: Chemische Fabrik. Band 6, 1933, S. 127–142.
- Probleme großtechnischer Hydrierungs-Verfahren. In: Die Chemische Fabrik. Band 7, 1934, S. 1–10.